# بوستان مفاخر تبریز
بوستان مفاخر تبریز (آذربایجان) یا بوستان طوبائیه (طوبی) در محلهٔ آبرسان واقع شده است. این منطقه در گذشته خارج از محدوده شهری بوده و اکنون در مرکز شهر است.
محل این پارک و مسجد طوبی که در کنار پارک واقع شده است قبلاً به باغ بزرگی اختصاص داشت که به حاج رضا طوبی (از بازرگانان تبریز) تعلق داشت. او بعدها باغ خود را وقف کرده و به گورستان طوبائیه تبدیل می‌کند.
در این گورستان تنی چند از مشاهیر آذربایجان از جمله باقرخان، آیت‌الله میرزا فتاح شهیدی، رضا طوبی و محمد نخجوانی دفن شده‌اند. در حال حاضر گرچه این گورستان به پارک مفاخر تبدیل شده و بخشی از این پارک به یادمان مفاخر آذربایجان اختصاص داده شده است؛ اما ورودی آرامگاه باقرخان تنها در ساعات اداری به روی شهروندان و گردشگران باز می‌شود.

## پیشینه
در سال‌های پایانی دوره قاجار یکی از بازرگانان نامدار تبریزی به‌ نام حاج رضا طوبی بنا به نیازهای آن روز شهر زمین‌های باغ بزرگ خود که در حومه خاوری شهر بود را به شهر و شهروندان تبریزی بخشید تا در آنجا آرامستان بزرگ و در خوری راه اندازی شود، آرامستان در زمین‌های وقف شده حاج رضا طوبی بنام خود او ساخته شد و مردم تبریز نام گورستان را طوبائیه نهادند.
باقرخان یکی از افراد شهیری است که در آرامستان طوبائیه به خاک سپرده شده است، پیکر خود وقف کننده زمین‌های آرامستان (رضا طوبی) نیز بنا به وصیتنامه او در مزارستان طوبائیه به خاک سپرده شد، پس از خاکسپاری وقف کننده زمین‌ گورستان تالار مسقف کوچکی ساخته شد و آن محل به آرامگاه خانوادگی رضا طوبی اختصاص یافت و در پسین سال‌ها با درگذشت هر یک از خویشاوندان رضا طوبی درون همان آرامکده خانوادگی به خاک سپرده می‌شدند، همچنین رضا طوبی از خویشاوندان نزدیک باقرخان است و به همین سبب همسر و دختر و داماد باقرخان به نام سرتیپ هاشمی نیز درون آرامگاه خانوادگی طوبی به خاک سپرده شده‌اند.‌
سرتیپ هاشمی داماد ارشد باقرخان که از فرماندهان ارتش شاهنشاهی ایران بود در سال ۱۳۵۴ راهی کرمانشاه شد و پس از پیدا کردن آرامگاه پدر همسرش با انجام نبش قبر، پیکر باقرخان را به تبریز آورد و در کنار آرامگاه رضا طوبی و همسر و دختر خود باقرخان به خاک سپرد.

## ایجاد بوستان

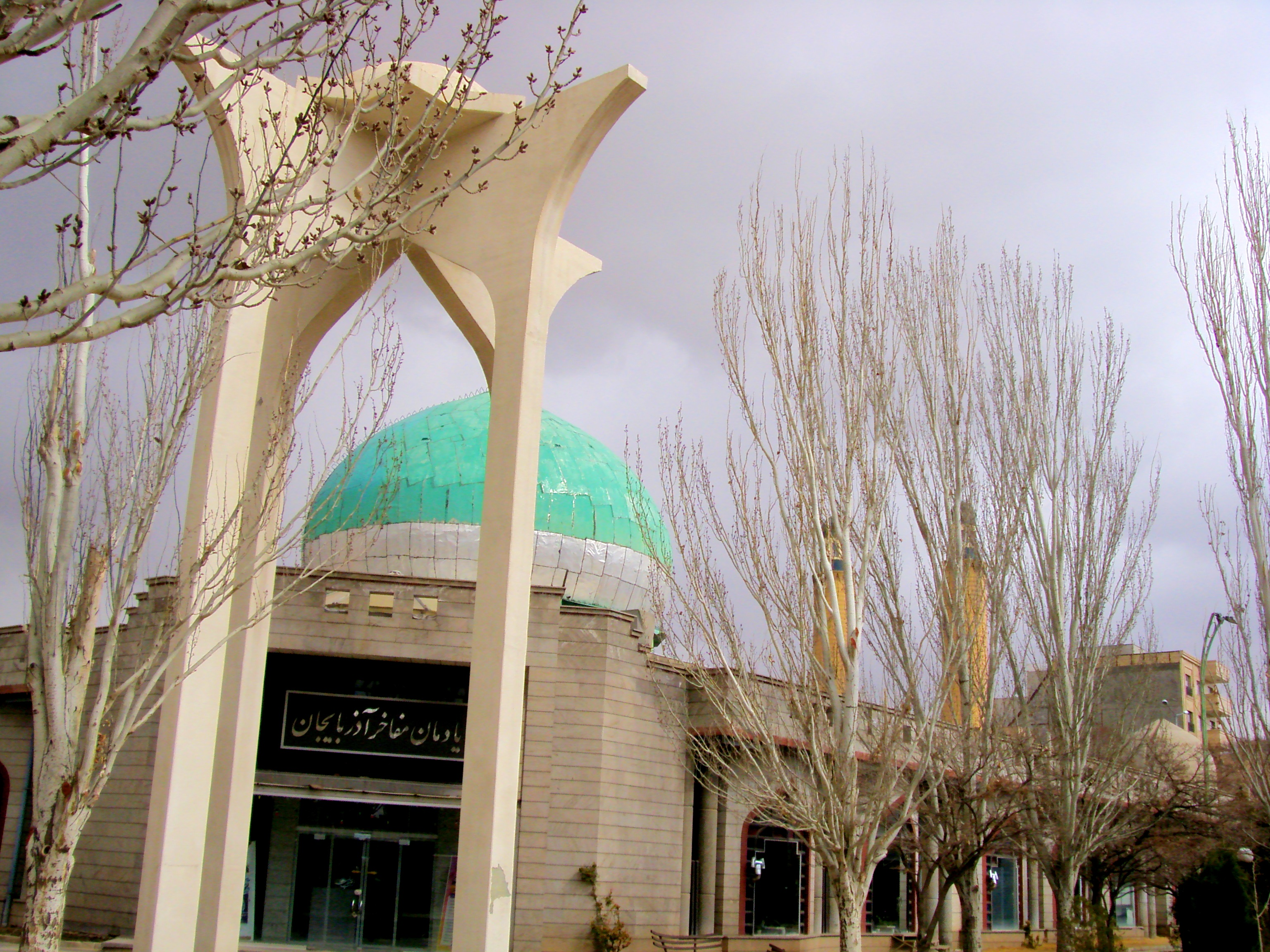
بوستان مفاخر آذربایجان

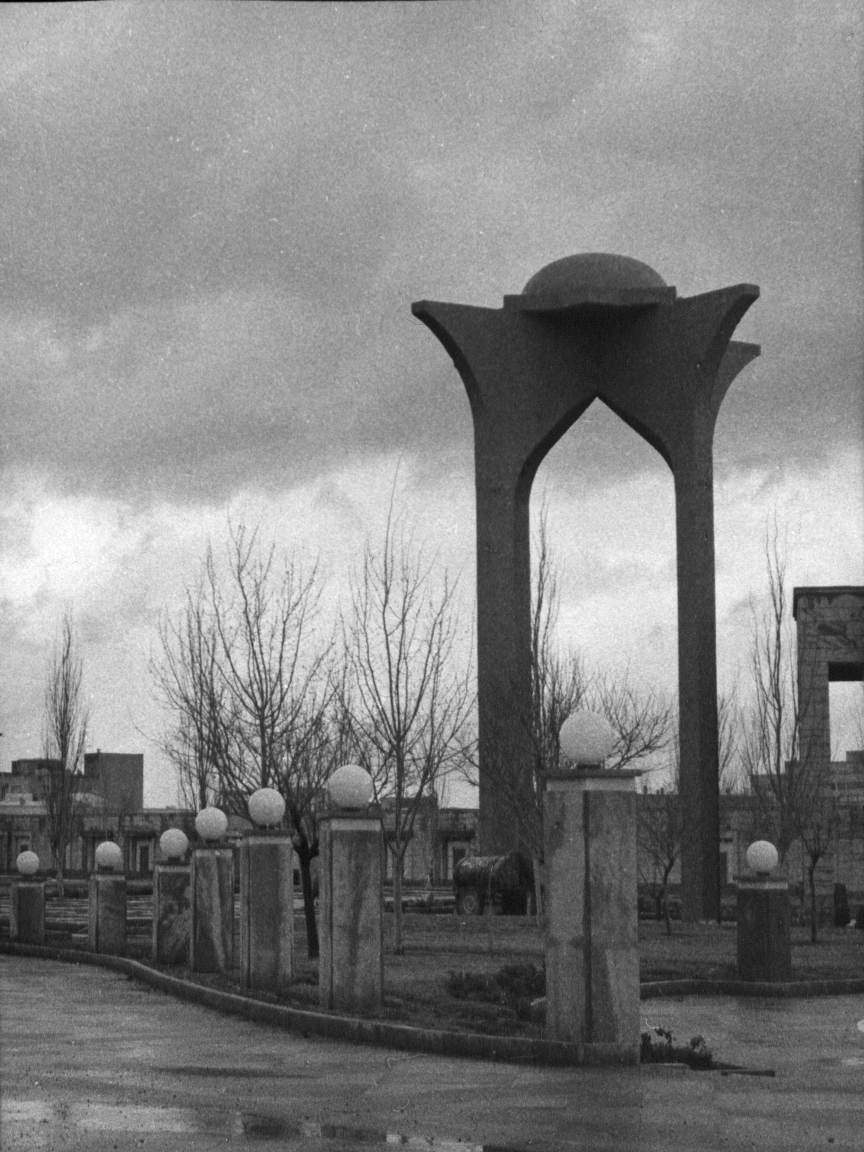
مقبره‌ی باقرخان در پارک مفاخر تبریز

در سال ۱۳۷۴ شهرداری تبریز تصمیم گرفت تا با زدودن گورستان طوبائبه که دیگر در مرکز شهر قرار گرفته بود پارک بزرگی بسازد، از این رو با پخش آگهی از بازماندگان اهل قبور طوبائیه خواسته شد تا برای جابجایی پیکر مردگان خود اقدام کنند و برای انتقال درگذشتگان خود به گورستان بزرگ شهر در وادی رحمت گور رایگان دریافت کنند. ولی بسیاری از بازماندگان به خاک سپرده شدگان گورستان طوبائیه از جابجایی مردگانشان خودداری کردند. تا این که در سال ۱۳۷۵ به جز آرامگاه خانوادگی باقرخان و رضا طوبی همگی مزارهای گورستان با لودرهای سازمان شهرداری تبریز با خاک یکسان شدند.
پس از برچیدن سنگ قبرها زمین‌های گورستان به سه بخش جدا از هم تقسیم شدند؛ یک قسمت از زمین‌های گورستان طوبائیه به سازمان حج و زیارت اختصاص یافت و ساختمان بزرگ اداره کل این سازمان در زمین‌های به جا مانده ساخته شد. در یک سوم به جا مانده زمین‌ها پارک کوچک و پیش پا افتاده‌ای راه اندازی شد و شهرداری تبریز برای آن نام پارک طوبی را برگزید؛ اما یک سوم دیگر زمین‌های به جا مانده از آرامستان بزرگ طوبائیه از سال ۱۳۷۵ همچنان بلاتکلیف ماند و از سویی سازمان اوقاف و امور خیریه خود را مالک آن زمین‌ها می‌داند و از طرفی شهرداری تبریز آن زمین پر وسعت به جا مانده را از آن خود می‌داند.
در سال ۱۳۸۷ پارک کوچکی که‌ در بخشی از زمین‌های وقف شده آرامستان طوبائیه ساخته شده بود، به دستور علیرضا نوین شهردار وقت تبریز ویران شد و مسئولین شهرداری مدعی شدند که به جای پارک طوبی موزه مفاخر آذربایجان ساخته خواهد شد. به همین سبب در پیرامون پارک طوبی نرده‌های آهنی نصب شدند و شهرداری تبریز به جز ساعات اداری در دیگر زمان‌ها به ویژه در روزهای تعطیل در ورودی آرامستان و پارک پیشین طوبی‌‌ را به روی شهروندان و گردشگران بسته نگاه می‌دارد. همچنین همزمان با نابودی پارک طوبی و ساختن موزه مفاخر به سال ۱۳۸۹ سنگ قبر دختر و همسر و داماد باقرخان از جا کنده شد، به گونه‌ای که دیگر هیچ یادبود و نشانی از خویشاوندان باقرخان در کنار آرامگاه خود باقرخان دیده نمی‌شود.

## روایت بازماندگان
بازماندگان حاج رضا طوبی سرنوشت این باغ و مشکلات پس از انقلاب آنرا به شرح زیر روایت کرده اند:  
در سال‌های اولیه دوره پهلوی، حاج رضا طوبی، بازرگان نامدار تبریزی، بنا به نیازهای آن روز "محله خیابان" تبریز، قسمتی از باغ بزرگ خود را که در "محله خیابان" و حومه خاوری شهر بود، طی مکاتباتی با بلدیه آذربایجان (شهرداری تبریز) در سال ۱۳۰۹ به صورت مشروط به شهرداری تبریز واگذار کرد تا گورستان آبرومندی برای "محله خیابان" تبریز باشد. در قسمت‌های باقی‌مانده باغ نیز برای خود و خانواده و آشنایان مقابری آماده نمود که در سال‌های آتی پذیرای نامداران و مفاخر آذربایجان شد.
با توجه به شرایط انتقال آن که برای کاربری گورستان مشروط شده بود و درصورت متروکه شدن آن باید به شخص ایشان و یا وراثش انتقال می یافت، به همین دلیل گورستان مزبور به نوعی گورستان شخصی با امکان استفاده غیر بود و از همان اوان انتقال آن به شهرداری ، شخص حاج رضا بر کار آماده سازی و بنا نمودن تجهیزات آن از قبیل آبریزگاه، انبار، درب ها، کتیبه ها و سایر امور گورستان شخصا نظارت می نمود. همچنین با دستور و هزینه  خود وی این امور انجام می گرفت. ضمنا برای خود و خانواده خود مقابری آماده نمود که بعدها به دلیل نبودن قبرستان آبرومند در تبریز بزرگان و نامداران شهر در این مقابر به خاک سپرده شدند از جمله آیت الله شهیدی که در مقبره اختصاصی همسران حاج رضا به خاک سپرده شد و همچنین باقر خان، که از آشنایان حاج رضا بود، در مقبره هاشمی به خاک سپرده شد. همچنین برادران نخجوانی  نیز در همین مقبره به خاک سپرده شدند. 
پس از واگذاری مشروط باغ طوبی به گورستان، شهرداری تبریز نیز با خریداری باغ ضلع شمالی گورستان طوباییه با نام گورستان جنت عملا به توسعه این گورستان کمک نمود. در اواسط دهه چهل خورشیدی گورستان طوباییه پر شده و از اوایل دهه ۵۰ خورشیدی متروکه شد. با توجه به شرایط استفاده از باغ توسط مالک آن، شهرداری تبریز از انتقال آن به وراث حاج رضا امتناع نمود و از همان سالها پرونده های متعدد در دادگاه  در مورد این باغ اقامه شده است.

## پس از انقلاب اسلامی
متاسفانه پس از انقلاب اسلامی در ایران این ملک سرنوشت عجیبی پیدا می‌کند. قسمتی از باغ طوبی که به شهرداری واگذار نشده بود با همت جمعی از خیرین تبریزی و استیذان از وراث مرحوم طوبی اقدام به احداث مسجدی می کنند که امروزه به نام مسجد طوبی مشهور شده است. قسمت دیگر باغ طوبی که برای کاربری گورستان به شهرداری واگذار شده بود ابتدا توسط  شهرداری با عنوان پارک طوبی در اواسط دهه ۷۰ خورشیدی دایر شد.  سپس طرحی با عنوان بوستان مفاخر آذربایجان توسط شهرداری در محل همان پارک طوبی اجرا شد که به قسمت های شخصی باغ طوبی تعرض نموده و مقبره مرحوم حاج رضا طوبی و مقبره همسران ایشان تخریب شد و با ایجاد کفسازی و پرتره های بزرگان تبریز و آذربایجان در دیواره باغ طوبی بصورت سنگ نگاره و نصب تندیس هایی از بزرگان آذربایجان در محوطه باغ طوبی محیط نسبتا فرهنگی در مرکز شهر تبریز ایجاد نمود. 
در اوایل دهه ۹۰ خورشیدی  اداره اوقاف تبریز با ادعای وقف زمین توسط حاج رضا طوبی به استناد نامه مرحوم حاج رضا طوبی به بلدیه آذربایجان مدعی وقف زمین توسط ایشان شد که با توجه دقیق به نامه آقای طوبی مشخص می باشد که ایشان به نوعی ملک خود را برای کاربری گورستان مشروط نموده و با آوردن عباراتی "اگر برخلاف قبرستانی آن اقدام گردد باز برگشته به ملکیت خودم یا وراثم برسد - غره تیر ۱۳۰۹" ادعای کذب اداره اوقاف مشخص می شود. به هرحال  مداخلات آشکار اداره اوقاف در امور باغ حاج رضا طوبی باعث از دست رفتن طراوت بوستان مفاخر تبریز شده که فعلا باغ مذکور تبدیل به محل ادارات اوقاف و برای استفاده غیر از شرط مرحوم حاج رضا طوبی برای استفاده از زمین مزبور شده است. هم اینک باغ مزبور تحت تصرف اداره اوقاف تبریز بوده که برخلاف شرط مالک آن ،مرحوم حاج رضا طوبی غیراز کاربری گورستان استفاده می‌شود و وراث آن مرحوم نیز چندین بار به مقام تظلم خواهی برآمده و تا به امروز نتیجه ای عاید نشده است.